# 702-es busz (2018–2019)

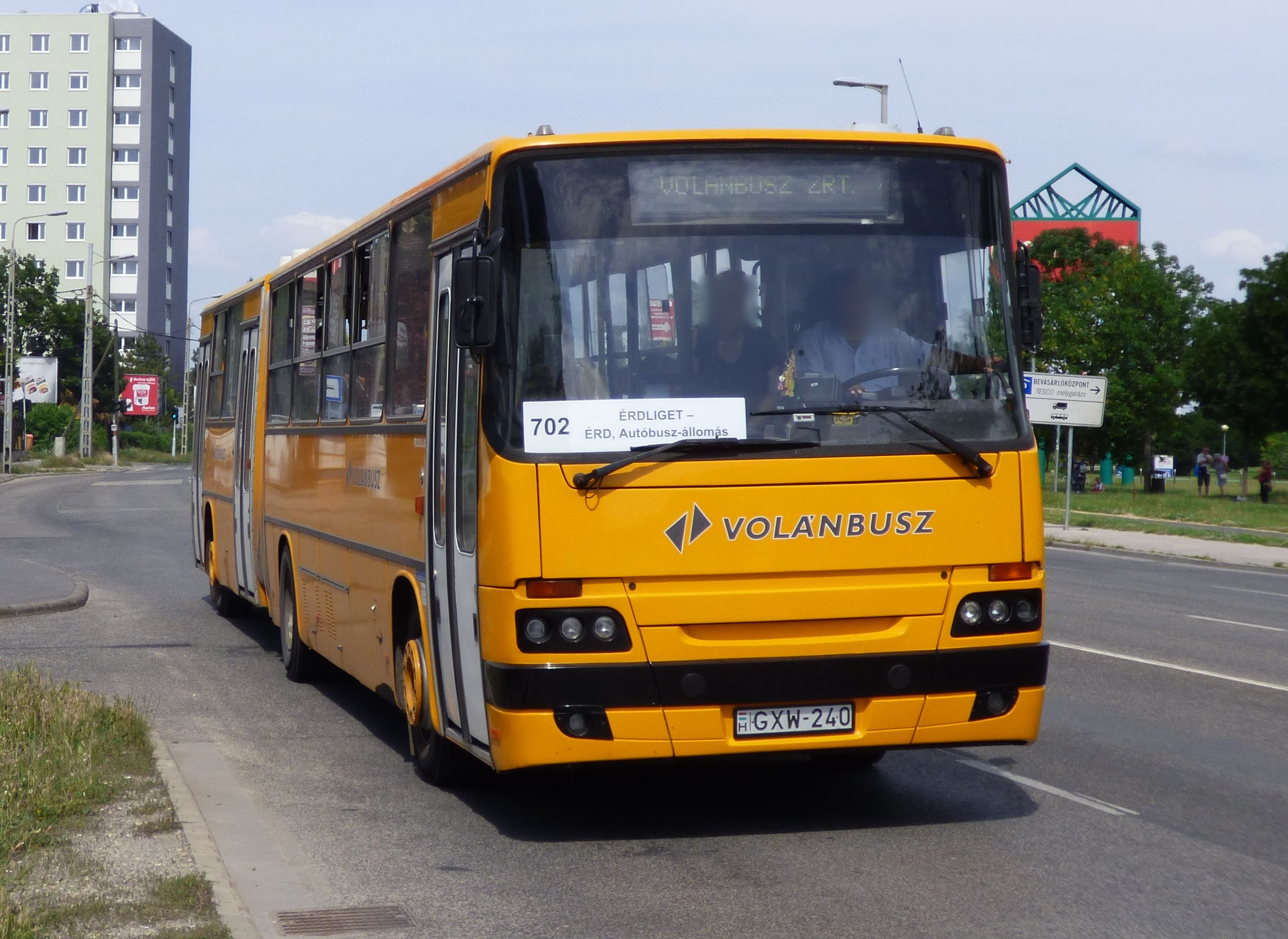
Ikarus C80-as busz a vonalon

A 702-es jelzésű elővárosi autóbusz Budapest, Budafok Városház tér és Érd, autóbusz-állomás között közlekedett vonatpótló autóbuszként. A járatot a Volánbusz üzemeltette.

## Története
2018. február 26-án indult a Budapest–Pécs-vasútvonal Kelenföld és Érd felső közötti pályafelújítási munkálatainak idejére.
A vasútvonal átadásával 2019. március 31-én a buszjárat megszűnt.

## Útvonala
| Érd, autóbusz-állomás felé | Budapest, Budafok Városház tér felé |
| --- | --- |
| Budapest, Budafok Városház tér vá. – Kossuth Lajos utca – Nagytétényi út – felüljáró – Bányalég utca – felüljáró – Érd, Budafoki út – Balatoni út – Diósdi út – Budai út – Érd, autóbusz-állomás vá. | Érd, autóbusz-állomás vá. – Budai út – Diósdi út – Balatoni út – Budafoki út – felüljáró – Budapest, Bányalég utca – felüljáró – Nagytétényi út – Mária Terézia utca – Budapest, Budafok Városház tér vá. |

## Megállóhelyei
Az átszállási kapcsolatok között a Budapest, Budatétényi sorompó és Érd között azonos útvonalon közlekedő 701-es busz nincs feltüntetve.
| 0                                                                                                 | Budapest, Budafok Városház tér végállomás | 44 | 33, 58, 114, 133E, 141, 158, 213, 214, 241, 241A, 250, 250B, 251, 251A 47, 56 S30 , S34 , S35 , S36 , S40 , S42 , G43 (Budafok megállóhely) P+R                                 |
| A szürke hátterű megállóhelyeken Érd felé csak felszállni, Budapest felé csak leszállni lehetett. |                                           |    | |
| 4                                                                                                 | Budapest, Vágóhíd utca                    | 40 | 33, 114, 213, 214 |
| 5                                                                                                 | Budapest, Háros vasútállomás              | 38 | 33, 114, 133E, 213, 214 P+R |
| 6                                                                                                 | Budapest, Háros utca                      | 37 | 33, 114, 133E, 213, 214 |
| 7                                                                                                 | Budapest, Jókai Mór utca                  | 36 | 33, 114, 133E, 138, 150, 213, 214 |
| 8                                                                                                 | Budapest, Lépcsős utca                    | 35 | 33, 114, 133E, 138, 150, 213, 214 699, 705 1120 |
| 9                                                                                                 | Budapest, Budatétényi sorompó             | 33 | 13, 13A, 33, 101B, 101E, 113, 113A, 114, 133E, 213, 214, 287 699, 700, 758 |
| 10                                                                                                | Budapest, Dózsa György út                 | 32 | 33, 133E 699, 700 |
| 11                                                                                                | Budapest, Tenkes utca                     | 31 | 33, 133E 699, 700 |
| 12                                                                                                | Budapest, Bartók Béla út                  | 30 | 33, 133E 699, 700 |
| 13                                                                                                | Budapest, Petőfi Sándor utca              | 29 | 33, 133E 699, 700 S30 , S34 , S35 , S36 , S40 , G43 |
| 14                                                                                                | Budapest, Angeli utca / Nagytétényi út    | 28 | 33, 113, 113A, 133E 699, 700 |
| 15                                                                                                | Budapest, Nagytétény, Erdélyi utca        | 27 | 33, 133E 699, 700 |
| 17                                                                                                | Budapest, Bányalég utca                   | 25 | 33 700 |
| 18                                                                                                | Budapest, Nagytétény, ipartelep           | 24 | 33 700 |
| 20                                                                                                | Budapest, Tétényi út (Érd, Tétényi út)    | 23 | 699, 700 |
| Budapest–Érd közigazgatási határa                                                                 |                                           |    | |
| 22                                                                                                | Érd, Sulák-Árok                           | 21 | 699, 700 |
| 23                                                                                                | Érd, Állami Gazdaság                      | 19 | 699, 700 |
| 25                                                                                                | Érd, Sárvíz utca                          | 16 | 710, 712, 720, 722 |
| 29                                                                                                | Érd, Attila utca                          | 6  | 731, 735, 736, 756 |
| 30                                                                                                | Érd, Széchenyi tér                        | 5  | 731, 734, 735, 736, 741, 744, 745, 755, 756 |
| 33                                                                                                | Érd, Kálvin tér                           | 2  | 710, 712, 715, 722, 731, 734, 735, 736, 741, 742, 744, 745, 746, 755, 756 S30 , Z30 , S34 , S35 , S36 , S40 , S42                                                               |
| 35                                                                                                | Érd, autóbusz-állomás végállomás          | 0  | 699, 700, 705, 710, 712, 715, 720, 722, 731, 734, 735, 736, 741, 742, 744, 745, 746, 755, 756 1120, 1134 Érd alsó: S30 , Z30 , S34 , S35 , S36 , S40 , S42 Érd felső: S40 , S42 |